# دون لانيير
دون لانيير (بالإنجليزية: Don Lanier)‏ هو كاتب أغاني أمريكي، ولد في 13 يوليو 1936، وتوفي في 23 يوليو 2014.

## وصلات خارجية
- دون لانيير على موقع ميوزك برينز (الإنجليزية)
- دون لانيير على موقع أول ميوزيك (الإنجليزية)
- دون لانيير على موقع ديسكوغز (الإنجليزية)